# Vávrův mlýn (Vlkoš)
Vávrův mlýn ve Vlkoši v okrese Přerov je vodní mlýn, který stojí na mlýnském náhonu vedeném z říčky Moštěnka na okraji obce. Je chráněn jako nemovitá kulturní památka České republiky.

## Historie
Původní dřevěný mlýn byl postaven v roce 1348. Nově byl vystavěn na návrh biskupského písaře Tomáše Santoriho roku 1658; tento nový dřevěný mlýn mlel 68 let. Na zděný mlýn byl přestavěn roku 1726 za kardinála a olomouckého biskupa Wolfganga Hannibala ze Schrattenbachu.
Nápis ve štítu:
```
WISTAWEN GEST TENTO MLEjN ZA jH O:C:E:CARDINALA DE SCHRATTENBACH•1726•ROKV
[
1
]
```

V roce 1928 v něm byla zřízena pekárna a o dva roky později je zde uváděna elektrárna. Během 2. světové války se ve mlýně mlelo na černo.
Roku 1951 byly mlýn i pekárna znárodněny; mletí bylo ukončeno v roce 1965, pekárna pak zrušena v následujícím roce.

## Popis
Mlýn se skládá ze dvou budov, mezi kterými protéká Mlýnský náhon. Dochovalo se zde kompletní podkolí s palečním převodem a transmisí, mlecí kamenné složení, některé pozůstatky po technologii a v bývalé lednici pod přepadem dřevěná hřídel vodního kola; mlecí stolice byly demontovány.
Voda byla na vodní kolo vedena několikakilometrovým náhonem z říčky Moštěnky. V roce 1930 bylo ve mlýně 1 kolo na vrchní vodu (spád 2,80, výkon 10 HP), které mělo netypicky malý průměr.